# العوارض (حفاش)

تعديل مصدري - تعديل

العوارض هي إحدى قرى عزلة حماطة بمديرية حفاش التابعة لمحافظة المحويت، بلغ تعداد سكانها 508 نسمة حسب تعداد اليمن لعام 2004.